# Hanam
Hanam-si (Hán Việt: Hà Nam) là thành phố thuộc tỉnh Gyeonggi, Hàn Quốc. Thành phố có diện tích 93,07 km², dân số là hơn 150.000 người (2008). Thành phố có 18 dong (phường).

## Các đơn vị hành chính
- Gambuk-dong (감북동)
- Gami-dong (감이동)
- Gamil-dong (감일동)
- Gyosan-dong (교산동)
- Deokpung-dong (덕풍동)
- Misa-dong (미사동)
- Baealmi-dong (배알미동)
- Sangsachang-dong (상사창동)
- Sangsangok-dong (상산곡동)
- Changwoo-dong (창우동)
- Cheonhyeon-dong (천현동)
- Choi-dong (초이동)
- Choil-dong (초일동)
- Chungung-dong (춘궁동)
- Pungsan-dong (풍산동)
- Hasachang-dong (하사창동)
- Hasangok-dong (하산곡동)
- Hagam-dong (학암동)